# Йоахім Нагель
Йоахім Нагель (нім. Joachim Nagel) — німецький економіст, який з 2022 року обіймає посаду президента Бундесбанку ФРН. Раніше (2020—2022) він був старшим менеджером Банку міжнародних розрахунків, був членом правління Бундесбанку ФРН з 2010 по 2016 рік, а потім членом правління банку KfW з 2017 по 2020 рік. 1 січня 2022 року він був призначений президентом німецького бундесбанку змінив Єнса Вайдмана, який пішов у відставку.